# Reactancia
En electrónica y electrotecnia se denomina reactancia a la oposición ofrecida al paso de la corriente alterna por inductores (bobinas) y condensadores, se mide en ohmios y su símbolo es Ω. Junto a la resistencia eléctrica determinan la impedancia total de un componente o circuito, de tal forma que la reactancia (X) es la parte imaginaria de la impedancia (Z) y la resistencia (R) es la parte real, según la igualdad:
{\displaystyle Z=R+jX\,}
La reactancia se utiliza para calcular los cambios de amplitud y fase de la corriente alterna sinusoidal que pasa por un elemento del circuito.  Al igual que la resistencia, la reactancia se mide en ohm, con valores positivos que indican reactancia inductiva y negativos que indican reactancia capacitiva.  Se denota con el símbolo {\displaystyle X}. Una resistencia ideal tiene reactancia cero, mientras que los inductores ideales y los condensadores tienen resistencia cero. A medida que aumenta la frecuencia, la reactancia inductiva aumenta y la capacitiva disminuye.
La reactancia es una cantidad imaginaria que tiene su valor absoluto (magnitud) y su correspondiente desplazamiento de fase (argumento). Las reactancias se calculan básicamente de la misma forma que las redes eléctricas formadas por fuentes eléctricas de corriente continua y resistencias, teniendo en cuenta por supuesto que las operaciones matemáticas ocurren en el plano complejo. Con las mismas condiciones, son válidas la ley de Ohm, las leyes de Kirchhoff, los teoremas del campo de las redes eléctricas ( teorema de Thevenin, teorema de Norton y teorema de superposición) y otros métodos de resolución de redes eléctricas lineales.

## Historia
El concepto de reactancia eléctrica ha evolucionado a lo largo de los siglos, comenzando con la comprensión fundamental de la electricidad y el magnetismo. Los primeros estudios sobre electricidad se centraron principalmente en los circuitos de corriente continua (CC), donde la resistencia era el factor dominante para determinar cómo se disipaba la energía eléctrica. Sin embargo, a medida que los sistemas de corriente alterna (CA) ganaron protagonismo a fines del siglo XIX, se hizo evidente la necesidad de comprender fenómenos más complejos, como la reactancia.
El término "reactancia" fue introducido a fines del siglo XIX, a medida que la comprensión de los circuitos de CA se profundizaba. En 1820, el descubrimiento de Hans Christian Ørsted sobre la relación entre la electricidad y el magnetismo sentó las bases para futuros avances en el entendimiento de la inductancia. En 1831, el trabajo de Michael Faraday sobre la inducción electromagnética llevó a la comprensión de la inductancia como una propiedad de los materiales que se opone a los cambios en la corriente, algo que más tarde sería integral al concepto de reactancia.
A fines del siglo XIX, con el advenimiento de los sistemas de CA, científicos como James Clerk Maxwell y Oliver Heaviside refinaron las teorías del electromagnetismo. En particular, las ecuaciones de Maxwell (1861) proporcionaron un marco matemático completo para comprender los campos electromagnéticos, incluida la inductancia y la capacitancia. Estos descubrimientos fueron fundamentales para desarrollar el concepto de reactancia, que describe la oposición a la corriente alterna en componentes inductivos y capacitivos.
A principios del siglo XX, la representación matemática de la reactancia se formalizó más. El trabajo de ingenieros eléctricos como Charles Steinmetz ayudó a consolidar la reactancia como una parte esencial del análisis de circuitos de CA, introduciendo la noción de impedancia compleja, donde la resistencia y la reactancia se combinan en un solo número complejo.

## Comparación con la resistencia
La reactancia es similar a la resistencia en el sentido de que una mayor reactancia conduce a corrientes más pequeñas para la misma tensión aplicada. Además, un circuito hecho enteramente de elementos que sólo tienen reactancia (y ninguna resistencia) puede ser tratado de la misma manera que un circuito hecho enteramente de resistencias. Estas mismas técnicas se pueden utilizar para combinar elementos con reactancia con elementos con resistencia, pero normalmente se necesitan números complejos. Esto se trata más adelante en la sección de impedancia.
Sin embargo, hay varias diferencias importantes entre la reactancia y la resistencia. En primer lugar, la reactancia cambia la fase de modo que la corriente que atraviesa el elemento se desplaza un cuarto de ciclo con respecto a la fase de la tensión aplicada a través del elemento. En segundo lugar, la energía no se disipa en un elemento puramente reactivo, sino que se almacena. En tercer lugar, las reactancias pueden ser negativas para que se "anulen" entre sí. Por último, los principales elementos del circuito que tienen reactancia (condensadores e inductores) tienen una reactancia dependiente de la frecuencia, a diferencia de las resistencias que tienen la misma resistencia para todas las frecuencias, al menos en el caso ideal.
El término reactancia fue sugerido por primera vez por el ingeniero francés M. Hospitalier en L'Industrie Electrique el 10 de mayo de 1893.  Fue adoptado oficialmente por el Instituto Americano de Ingenieros Eléctricos en mayo de 1894.

## Tipos de reactancias

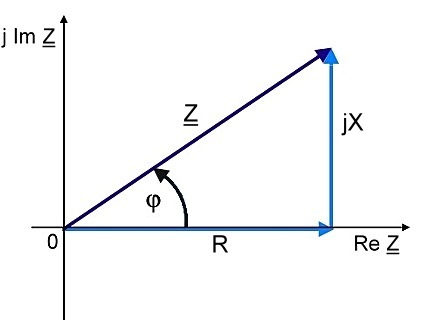
Parte compleja y real de la impedancia.

Cuando circula corriente alterna por alguno de los dos elementos que poseen reactancia, la energía es alternativamente almacenada y liberada en forma de campo magnético, en el caso de las bobinas, o de campo eléctrico, en el caso de los condensadores. Esto produce un adelanto o atraso entre la onda de corriente y la onda de tensión. Este desfase hace disminuir la potencia entregada a una carga resistiva conectada tras la reactancia sin consumir energía.
Si se realiza una representación vectorial de la reactancia inductiva y de la capacitiva, estos vectores se deberán dibujar en sentido opuesto y sobre el eje imaginario, ya que las impedancias se calculan como {\displaystyle {j}X_{L}\,\!} y {\displaystyle {-j}X_{C}\,\!} respectivamente.

No obstante, las bobinas y condensadores reales presentan una resistencia asociada, que en el caso de las bobinas se considera en serie con el elemento, y en el caso de los condensadores en paralelo. En esos casos, como ya se indicó arriba, la impedancia (Z) total es la suma vectorial de la resistencia (R) y la reactancia (X).
En fórmulas:
{\displaystyle {\tilde {Z}}=R+jX,}
donde
{\displaystyle j} es la unidad imaginaria
{\displaystyle {X}=(X_{L}-X_{C})} es la reactancia en ohmios.
ω es la velocidad angular a la cual está sometido el elemento, L y C son los valores de inductancia y capacidad respectivamente.
Dependiendo del valor de la energía y la reactancia se dice que el circuito presenta:
- Si {\displaystyle \scriptstyle {X>0}}, reactancia inductiva {\displaystyle (X_{L}>X_{C})}.
- Si {\displaystyle \scriptstyle {X=0}}, no hay reactancia y la impedancia es puramente resistiva {\displaystyle (X_{L}=X_{C})}.
- Si {\displaystyle \scriptstyle {X<0}}, reactancia capacitiva {\displaystyle (X_{C}>X_{L})}.

### Reactancia capacitiva
La reactancia capacitiva se representa por {\displaystyle X_{C}\,\!} y su valor viene dado por la fórmula:

{\displaystyle X_{C}={\frac {1}{\omega C}}={\frac {1}{2\pi fC}}\,\!}

en la que:
{\displaystyle X_{C}\,\!} = Reactancia capacitiva en ohmios.

{\displaystyle C\,\!} = Capacidad eléctrica en faradios.

{\displaystyle f\,\!} = Frecuencia en hercios.
{\displaystyle \omega \!} = Velocidad angular, medida en radianes por segundo

A {\displaystyle f=0}, la magnitud de la reactancia del condensador es infinita, comportándose como un open circuit (impidiendo que cualquier corriente fluya a través del dieléctrico). A medida que aumenta la frecuencia, la magnitud de la reactancia disminuye, permitiendo que fluya más corriente.  A medida que {\displaystyle f} se aproxima a {\displaystyle \infty }, la reactancia del condensador se aproxima a {\displaystyle 0}, comportándose como un cortocircuito.
La aplicación de un voltaje de CC a través de un condensador hace que se acumule carga positiva en un lado y carga negativa en el otro; el campo eléctrico debido a la carga acumulada es la fuente de la oposición a la corriente. Cuando el potencial asociado a la carga equilibra exactamente la tensión aplicada, la corriente llega a cero.
Accionado por una fuente de corriente alterna (fuente de corriente alterna ideal), un condensador sólo acumulará una cantidad limitada de carga antes de que la diferencia de potencial cambie de polaridad y la carga se devuelva a la fuente.  Cuanto mayor sea la frecuencia, menos carga se acumulará y menor será la oposición a la corriente.

### Reactancia inductiva
La reactancia inductiva es una propiedad exhibida por un inductor, y la reactancia inductiva existe en base al hecho de que una corriente eléctrica produce un campo magnético a su alrededor. En el contexto de un circuito de corriente alterna (aunque este concepto se aplica en cualquier momento en que la corriente esté cambiando), este campo magnético está cambiando constantemente como resultado de la corriente que oscila de un lado a otro. Es este cambio en el campo magnético el que induce a otra corriente eléctrica a fluir en el mismo cable (contra-fuerza electromagnética), en una dirección tal que se opone al flujo de la corriente originalmente responsable de producir el campo magnético (conocida como Ley de Lenz). Por lo tanto, la reactancia inductiva es una oposición al cambio de corriente a través de un elemento.
Para un inductor ideal en un circuito de corriente alterna, el efecto inhibidor sobre el cambio del flujo de corriente se traduce en un retraso, o un desplazamiento de fase, de la corriente alterna con respecto a la tensión alterna. En concreto, un inductor ideal (sin resistencia) hará que la corriente se retrase con respecto a la tensión un cuarto de ciclo, es decir, 90°.
En los sistemas de energía eléctrica, la reactancia inductiva (y la capacitiva, aunque la inductiva es más común) puede limitar la capacidad de potencia de una línea de transmisión de CA, porque la potencia no se transfiere completamente cuando la tensión y la corriente están fuera de fase (detallado anteriormente). Es decir, la corriente fluirá en un sistema desfasado, pero la potencia real no se transferirá en determinados momentos, porque habrá puntos en los que la corriente instantánea sea positiva mientras la tensión instantánea sea negativa, o viceversa, lo que implica una transferencia de potencia negativa. Por lo tanto, el trabajo real no se realiza cuando la transferencia de potencia es "negativa". Sin embargo, la corriente sigue fluyendo incluso cuando un sistema está fuera de fase, lo que hace que las líneas de transmisión se calienten debido al flujo de corriente. En consecuencia, las líneas de transmisión sólo pueden calentarse hasta cierto punto (o de lo contrario se hundirían físicamente demasiado, debido al calor que expande las líneas de transmisión metálicas), por lo que los operadores de las líneas de transmisión tienen un "techo" en la cantidad de corriente que puede fluir a través de una línea determinada, y una reactancia inductiva excesiva puede limitar la capacidad de potencia de una línea. Los proveedores de energía utilizan condensadores para cambiar la fase y minimizar las pérdidas, en función de los patrones de uso.
La reactancia inductiva {\displaystyle X_{L}} es proporcional a la señal sinusoidal frecuencia {\displaystyle f} y la inductancia {\displaystyle L}, que depende de la forma física del inductor:
{\displaystyle X_{L}=\omega L=2\pi fL}.
La corriente media que circula por una inductancia {\displaystyle L} en serie con una sinusoidal Fuente de tensión alterna de amplitud RMS {\displaystyle A} y frecuencia {\displaystyle f} es igual a:
{\displaystyle I_{L}={\frac {A}{\omega L}}={\frac {A}{2\pi fL}}.}
Debido a que una onda cuadrada tiene múltiples amplitudes en los armónicos sinusoidales, la corriente media que fluye a través de una inductancia {\displaystyle L} en serie con una fuente de tensión alterna de onda cuadrada de amplitud RMS {\displaystyle A} y frecuencia {\displaystyle f} es igual a:
{\displaystyle I_{L}={A\pi ^{2} \over 8\omega L}={A\pi  \over 16fL}}
por lo que parece que la reactancia inductiva a una onda cuadrada es aproximadamente un 19% más pequeña {\displaystyle X_{L}={16 \over \pi }fL} que la reactancia a la onda sinusoidal de CA.
Cualquier conductor de dimensiones finitas tiene inductancia; la inductancia se hace mayor por las múltiples vueltas en una bobina electromagnética. [La ley de Faraday de la inducción electromagnética da la contrafuerza electromotriz. {\displaystyle {\mathcal {E}}} (tensión opuesta a la corriente) debida a una tasa de cambio de densidad de flujo magnético {\displaystyle \scriptstyle {B}} a través de un bucle de corriente.
{\displaystyle {\mathcal {E}}=-{\frac {d\Phi _{B}}{dt}}}
Para un inductor formado por una bobina con {\displaystyle N} bucles esto da:
{\displaystyle {\mathcal {E}}=-N{\frac {d\Phi _{B}}{dt}}}.
La contra-fem es la fuente de la oposición al flujo de corriente.  Una corriente continua constante tiene una tasa de cambio nula, y ve un inductor como un cortocircuito (normalmente está hecho de un material con una baja resistividad).  Una corriente alterna tiene una tasa de cambio promediada en el tiempo que es proporcional a la frecuencia, esto causa el aumento de la reactancia inductiva con la frecuencia.
La reactancia inductiva es representada por {\displaystyle X_{L}} y su valor viene dado por:

{\displaystyle X_{L}=\omega L=2\pi fL}

en la que:
{\displaystyle X_{L}} = Reactancia inductiva en ohmios.
{\displaystyle L} = Inductancia en henrios.
{\displaystyle f} = Frecuencia en hercios.
{\displaystyle \omega } = Velocidad angular.

## Reactancia de un consumidor eléctrico en la red eléctrica
Una reactancia lineal ideal sólo genera potencia reactiva en la red, pero no consume potencia activa. La energía eléctrica necesaria para crear y disipar campos eléctricos o magnéticos se devuelve al generador, pero genera tensión en los cables.
Sin embargo, las reactancias nunca ocurren solas, ya que en la práctica no existen circuitos sin pérdidas. Por lo tanto, las reactancias siempre están vinculadas a resistencias activas, que son las que realmente convierten la potencia.
Si la reactancia inductiva en un consumidor excede la reactancia capacitiva, el consumidor se denomina óhmico-inductivo o óhmico-capacitivo en caso contrario.
Ejemplo: El balasto de las lámparas fluorescentes y de descarga de gas es una resistencia en serie inductiva (reactancia) para limitación de corriente y, por lo tanto, solo causa pérdidas bajas (pérdidas óhmicas y magnéticas) en comparación con una resistencia óhmica .
Los siguientes consumidores suelen ser óhmico-inductivos:
- Motores eléctricos
- Transformadores
- Lámparas fluorescentes y de descarga de gas con balasto convencional, si no están compensadas
- Contactor

Los siguientes consumidores suelen ser óhmico-capacitivos:
- Fuentes de alimentación conmutadas sin corrección del factor de potencia (CFP), entre otras. Muchas fuentes de alimentación para computadoras
- Fuentes de alimentación de condensadores
- Convertidor de frecuencia sin CFP
- Lámparas fluorescentes con conexión en serie de estrangulador y condensador (se utilizan para compensar la corriente reactiva de otras lámparas sin esta conexión en serie)
- Condensadores para compensación de potencia reactiva (armarios de control independientes o componentes de luminarias y otros consumidores inductivos)

Las dos primeras cargas capacitivas son, si no tienen ninguna medida de circuito para la corrección del factor de potencia, también cargas no lineales debido al rectificador de entrada; Además de potencia reactiva, también generan armónicos en la red de suministro.